# Hamon Kristóf

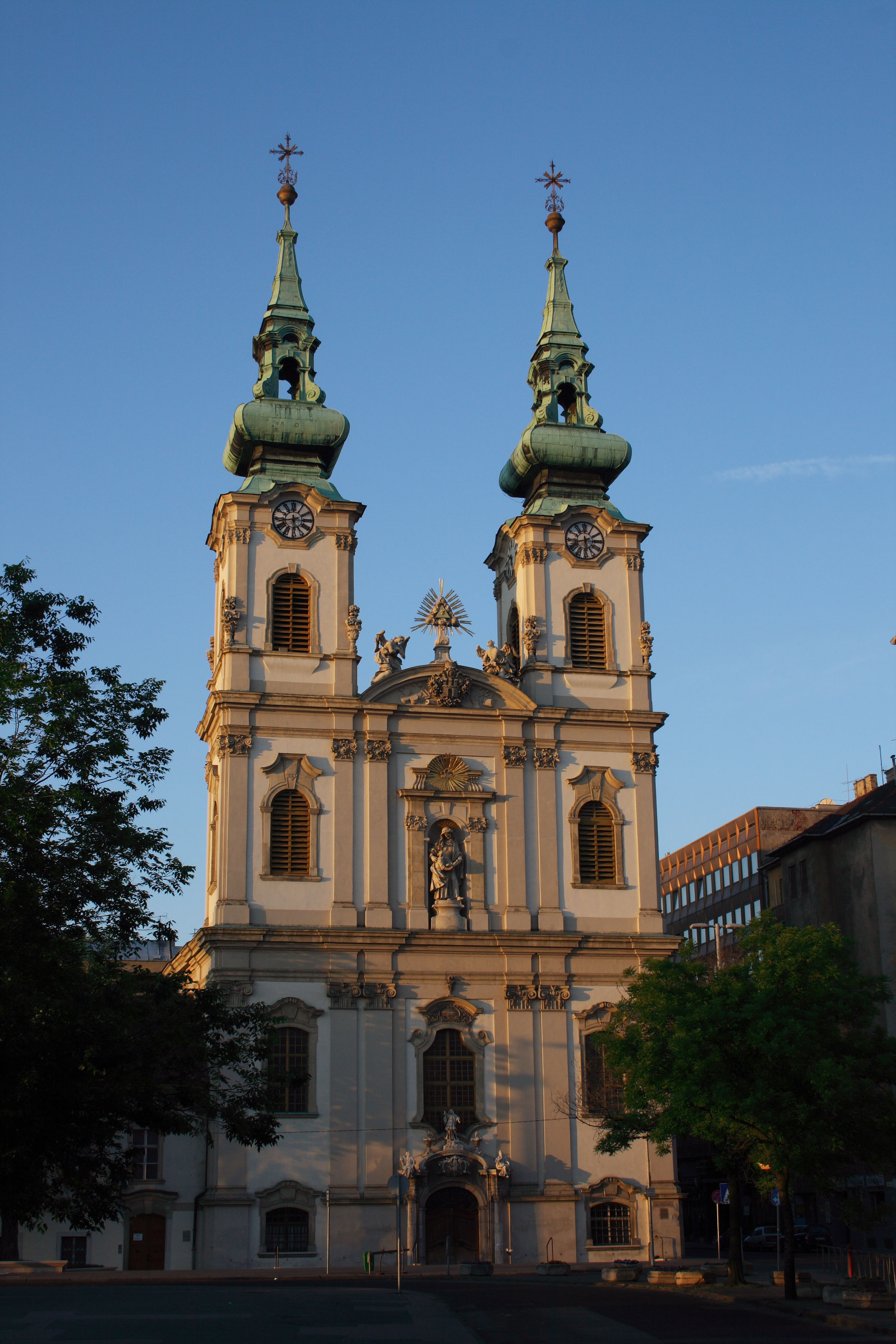
A Szent Anna-plébániatemplom

Hamon Kristóf (Pogratiz, 1693 körül – Buda, 1748. február 3.) építőmester Budán.

## Életpályája
Csehországban született. 1728-tól Budán élt, 1731-től mester, 1733-tól városi polgár, 1745-től Buda hivatalos kőművesmestere volt. Halála után munkáját Nöpauer Máté vette át, aki feleségül vette Hamon özvegyét (született Krichhammer Klára, élt 1714 -1764 között).

## Épületei
- Fő műve az 1740-ben megkezdett vízivárosi Szent  Anna-plébániatemplom és rendház.
- Ő tervezte és 1745-től 1748-ig, haláláig építette az újlaki plébániatemplomot.